# Indische Badmintonmeisterschaft 1990/91
Die Indische Badmintonmeisterschaft der Saison 1990/1991 fand Anfang 1991 in Hyderabad statt. Es war die 55. Austragung der nationalen Titelkämpfe im Badminton in Indien.

## Finalergebnisse
| Disziplin    | Sieger                            | Finalist                    | Ergebnis    |
| ------------ | --------------------------------- | --------------------------- | ----------- |
| Herreneinzel | George Thomas                     | Praveen Kumar               | 15-3, 15-12 |
| Dameneinzel  | Madhumita Bisht                   | Seema Bhandari              |             |
| Herrendoppel | Uday Pawar Vinod Kumar            | Partho Ganguli Vikram Singh |             |
| Damendoppel  | Madhumita Bisht Sudha Padmanabhan |                             |             |
| Mixed        | Harjeet Singh Madhumita Bisht     |                             |             |